# Nicolas Pays
Nicolas Pays (Le Puy-en-Velay, 7 luglio 2003) è un calciatore francese, attaccante del Montpellier.

## Carriera
È cresciuto nei settori giovanili di Blavozy, Le Puy e Clermont Foot, dove ha giocato con la squadra riserve nella stagione 2021-2022 in quinta divisione. Dopo una stagione trascorsa al Blavozy ha fatto ritorno al Le Puy che lo ha promosso in prima squadra. Divenuto titolare nel gennaio del 2024, il 21 dicembre ha segnato una delle quattro reti con cui la sua squadra ha eliminato contro ogni pronostico il Montpellier dalla Coppa di Francia.
Il 29 gennaio 2025 è stato acqusitato proprio dal Montpellier compiendo un triplo salto di categoria ed il 9 febbraio ha debuttato in Ligue 1 nella partita persa 2-0 contro lo Strasburgo.

## Statistiche

### Presenze e reti nei club
Statistiche aggiornate al 17 maggio 2025.
| Stagione        | Squadra         | Campionato      | Campionato | Campionato | Coppe nazionali | Coppe nazionali | Coppe nazionali | Coppe continentali | Coppe continentali | Coppe continentali | Altre coppe | Altre coppe | Altre coppe | Totale | Totale | Totale |
| Stagione        | Squadra         | Comp            | Pres       | Reti       | Comp            | Pres            | Reti            | Comp               | Pres               | Reti               | Comp        | Pres        | Reti        | Pres   | Reti   |        |
| --------------- | --------------- | --------------- | ---------- | ---------- | --------------- | --------------- | --------------- | ------------------ | ------------------ | ------------------ | ----------- | ----------- | ----------- | ------ | ------ | ------ |
| 2021-2022       | Clermont Foot 2 | N3              | 8          | 1          | -               | -               | -               | -                  | -                  | -                  | -           | -           | -           | 8      | 1      |        |
| 2023-2024       | Le Puy          | N2              | 21         | 5          | CF              | 6               | 1               | -                  | -                  | -                  | -           | -           | -           | 27     | 6      |        |
| 2024-gen. 2025  | Le Puy          | N2              | 15         | 3          | CF              | 4               | 2               | -                  | -                  | -                  | -           | -           | -           | 19     | 5      |        |
| Totale Le Puy   | Totale Le Puy   | Totale Le Puy   | 36         | 8          |                 | 10              | 3               |                    | -                  | -                  |             | -           | -           | 46     | 11     |        |
| gen.-giu. 2025  | Montpellier     | L1              | 9          | 0          | CF              | 0               | 0               | -                  | -                  | -                  | -           | -           | -           | 9      | 0      |        |
| Totale carriera | Totale carriera | Totale carriera | 53         | 9          |                 | 10              | 3               |                    | -                  | -                  |             | -           | -           | 63     | 12     |        |